# It Gets Better Project
It Gets Better（イット・ゲッツ・ベター）は、アメリカの作家・メディア評論家のDan Savageが2010年9月に立ち上げたオンラインビデオチャンネル。ゲイであることを理由にイジメを受けたり、ゲイではないかと同級生に疑われた末に自殺をする10代の青少年が相次いだことを受けて作られた。

## 概要
いじめを受けている10代の青少年に対して、いま置かれている環境は永続的なものではなくより良い未来はある（"It Gets Better"）というメッセージを成人ゲイから集め伝えることで、若年層LGBTの自殺を防ごうという目的で活動がスタートした。このプロジェクトの反響は大きく、最初の１週間で200本以上のビデオアップロード を記録し、翌週にはYouTubeのチャンネルのアップロード上限650本に達するほどの急速な拡がりをみせた。
その後プロジェクトのウェブサイト「It Gets Better Project」が作成され、成人ゲイだけでなく、多くの著名人を含む様々な性的指向の成人からの3000件を超えるビデオが寄せられている。Savageはプロジェクトの創設に際して、「私はこの問題に直面している子供達にせめて5分だけでも話ができたらと思っている。Billy Lucas（いじめにより15歳で自殺した米国青年）に今の状況が良くなくても、一人孤立してしまっていても、“it gets better（いつかはもっと良くなるよ）”と伝えたかった。」と述べている。

## プロジェクトの拡がり
アメリカ合衆国大統領のバラク・オバマが同プロジェクトに寄稿し、以下のメッセージを寄せた。
米グーグル社は、人気ドラマ『glee』の2011年5月3日放送を皮切りに、自社のインターネットブラウザ Chromeの宣伝としてこのプロジェクトを紹介する広告を展開している。
このプロジェクトで集められたメッセージを集めた書籍が2011年3月に米E. P. Dutton社より発刊された。

### アメリカ合衆国以外の動き
プロジェクトは活動の対象となる特定エリアを設けているわけではないが、活動の始まったアメリカ合衆国からの寄稿者が圧倒的に多い。
このプロジェクトはアメリカ合衆国外のキャンペーンにも活動の波を引き起こしている。

#### フィンランド
フィンランドでは、"Kaikki muuttuu paremmaks"（現地語の"Everything Will Get Better"）と題したYouTubeのビデオに同国法務大臣のTuija Braxと同国外務大臣のAlexander Stubbが登場し、ティーンエイジャー向けてセクシャリティに関するメッセージを寄せた。

#### カナダ
カナダの組織 "It Gets Better Canada" は、 Deb Pearce、Rick Mercer、Rex Harrington、Ann-Marie MacDonald、Enza Anderson、Diane Flacks、Brad Fraser、Mark Tewksbury、George Smitherman、Laurie Lynd、テレビ番組1 Girl 5 Gaysのキャストなど多くのカナダ人LGBTの著名人を集め、インタビュー形式で彼らのカミングアウト体験をまとめた12分間のビデオを作成した。
このビデオはTrevor Projectの支持だけでなく、カナダで同様の活動をする2団体 Kids Help PhoneとトロントのLesbian Gay Bi Trans Youth Lineの支持を得た。
同様のビデオはその後 Jian Ghomeshi、Sook-Yin Lee、W. Brett Wilson and Brent Bamburyといった同国内の著名人や数多くのスタッフで構成されたカナダ放送協会の従業員グループからもリリースされ、彼らの直面したセクシャリティ、人種、身体的障害などを理由にした様々ないじめ体験について語った映像がリリースされた。

#### イギリス
アメリカのプロジェクトに触発され、英国のレズビアン・ゲイ・バイセクシャルのライツ・チャリティStonewallは、学校内における同性愛嫌悪からくる いじめ および差別の撤廃キャンペーン活動の一環として、 "We can make it happen"をキャッチフレーズにした"It gets better... today"というプロジェクトを立ち上げた。
このプロジェクトには、イギリス首相の デーヴィッド・キャメロン や、他の英国議会議員、英国国防軍のメンバー、学校教師、コメディアン、俳優、テレビ司会者、ジャーナリスト、作家、学生、スポーツ選手、ペアレンツ、DJ、その他の著名人が多くビデオを寄せている。

この英国のプロジェクトには、ケイティ・ペリー、ビヴァリー・ナイト、クリスティーナ・アギレラ、Danny Miller and Marc Silcock、Kieron Richardson、Ian 'H' Watkins、Jon Lee、Amy Lamé、ジョー・マケルダリー、サラ・ウォーターズ、John Amaechi、Skunk Anansie、Stella Duffy など同国外からの著名人の声明が寄せられ、また、 The Co-operative Group やTesco といった企業・団体からも声明が寄せられている。

#### ヨーロッパ全域関連
欧州委員会の委員の一人で、デジタルアジェンダ担当委員のネリー・クルースは、"It Gets Better Europe"のビデオを収録した。

## 寄稿者
このリストには『It Gets Better』へビデオを寄せた著名な人々や団体で、彼らのビデオへの外部リンクや関連引用文と合わせて脚注を含むようにリンクされます。

### 米国内の著名人

#### A to D
- Max Adler[25]（俳優）
- Candice Accola—キャンディス・アッコラ（女優）
- Julie Benz[26]—ジュリー・ベンツ（女優）
- John Berry[27]（合衆国人事管理庁長官）
- Joe Biden[28]—ジョセフ・バイデン（合衆国副大統領）
- Justin Bieber[29]—ジャスティン・ビーバー（歌手）
- Kate Bornstein[30]—ケイト・ボーンスタイン（作家）
- Jeffery Self and Guy Branum[31]（俳優）
- Sherrod Brown[32]—シェロッド・ブラウン（合衆国上院議員）
- Michael Buckley[33]（インターネット・セレブリティ）
- Joel Burns[34]（テキサス州議会議員）
- Margaret Cho[35]—マーガレット・チョー（コメディアン）
- Hillary Clinton[36]—ヒラリー・クリントン（合衆国国務長官）
- Andy Cohen[37]（テレビ司会者）
- Chris Colfer[38]—クリス・コルファー（俳優）
- Dane Cook[39]—デイン・クック（コメディアン）
- Chris Crocker[40]—クリス・クロッカー（インターネット・セレブリティ）
- Adrianne Curry[41]（モデル）
- Ellen DeGeneres[42]—エレン・デジェネレス（コメディアン）
- Jason Derulo[43]—ジェイソン・デイルーロ（歌手）
- Rebecca Drysdale[44]（コメディアン）
- Hal Duncan[45]（小説家）

#### E to K
- Gloria Estefan[46]—グロリア・エステファン（歌手）
- Eve Jeffers[47]—イヴ （ラッパー）
- Jesse Tyler Ferguson and Eric Stonestreet[48]（共に俳優）
- Al Franken[49]—アル・フランケン（放送作家）
- Wynter Gordon[50]（歌手）
- Tim Gunn[51]—ティム・ガン（ファッションコンサルタント）
- Amy Gutmann[52]—エイミー・ガットマン（政治学者）
- Todrick Hall[53]（歌手）
- Anne Hathaway[26]—アン・ハサウェイ（女優）
- Don Harmon[54]（イリノイ州議会議員）
- Neil Patrick Harris[55]—ニール・パトリック・ハリス（俳優）
- Darren Hayes[56]（歌手）
- Jennifer Love Hewitt[57]—ジェニファー・ラブ・ヒューイット（女優）
- Perez Hilton[58]—ペレス・ヒルトン（テレビパーソナリティ）
- Dave Holmes[59]（テレビパーソナリティ）
- Janet Jackson [60]—ジャネット・ジャクソン（歌手）
- Janet Jackson and Larry King[61]—ラリー・キング（ブロードキャスター）
- Valerie Jarrett[62][63]（合衆国大統領上級顧問・補佐官）
- Micah Jesse[64]（テレビパーソナリティ）
- Jewel Kilcher[65]—ジュエル（歌手）
- Kesha[66]—ケシャ（歌手）

#### L to R
- La La and Ciara[67]—ラ・ラ（女優）、シアラ（歌手）
- Adam Lambert[68]—アダム・ランバート（歌手）
- Rex Lee[26]（俳優）
- Nicole LeFavour[69]（アイダホ州議会議院）
- Lizzy the Lezzy[70]（アニメーションの人物）
- Joel Madden[71]（歌手）
- Jay Manuel[72]（メークアップアーティスト）
- Jenny McCarthy[26]—ジェニー・マッカーシー（モデル）
- A. J. McLean[73]（ミュージシャン）
- カイル・ディーン・マーシー[74]（ミュージカル俳優）
- Rick Mercer[75]（コメディアン）
- Jeff Merkley[76]（合衆国上院議員）
- Stephanie Miller[77]（コメディアン）
- Nicki Minaj[78]—ニッキー・ミナージュ（ラッパー）
- John Nolan[79]（歌手）
- Danny Noriega[80]（歌手）
- Barack Obama[9]—バラク・オバマ（合衆国大統領）
- Nancy Pelosi[81]—ナンシー・ペロシ（合衆国下院議長）
- John Pérez[82]（カリフォルニア州議会議長）
- Katy Perry[83]—ケイティ・ペリー（歌手）
- Patricia Racette and Beth Clayton[84]（オペラ ソプラノ歌手と配偶者）
- Zachary Quinto[85]—ザカリー・クイント（俳優）
- Gene Robinson[86]（主教）
- Dennis Van Roekel[87]（全米教育協会代表）

#### S to Z
- Dan Savage[88]（ジャーナリスト）
- Ken Seeley for Palm Springs High School[89]（作家）
- Jake Shears[90]—ジェイク・シアーズ（歌手）
- Ian Somerhalder[26]—イアン・サマーホルダー（俳優）
- Jeffree Star[91]（モデル）
- Rob Thomas[92]—ロブ・トーマス（歌手）
- Michael Urie[93]—マイケル・ユーリー（俳優）
- Tom Vilsack[94]—トマス・ジェイムズ・ヴィルサック（合衆国農務長官）

### 米国内の組織・グループ
- American Institute of Bisexuality[95]
- Actors from Brothers & Sisters[96]—ブラザーズ&シスターズの出演者
- Adobe Systems[97]—アドビシステムズ
- Chicago Gay Men's Chorus[98]
- Cast members of the musical Chicago[99]—ミュージカルシカゴのキャスト
- Children's Hospital Boston[100]—ボストン小児病院
- Cisco Systems[101]—シスコシステムズ
- Cornell University[102]—コーネル大学
- Democratic National Committee[103]—民主党全国委員会
- Electronic Arts[104]—エレクトロニック・アーツ
- Emerson College[105]—エマーソン大学
- Etsy[106]
- Facebook[107]—Facebook
- Gap, Inc.[108]—ギャップ (企業)
- Gay Men's Chorus of Los Angeles[109]
- Google[110][111]—Google
- Heidelberg University[112]—ルプレヒト・カール大学ハイデルベルク
- Ashley Tisdale and other cast members of Hellcats[113]—アシュレイ・ティスデイルとHellcatsのメンバー
- Human Rights Campaign[114]
- Ithaca College[115]
- Cast and crew of Jersey Boys National Tour[116]—ミュージカルJersey Boysのキャストとスタッフ
- Kenyon College Queer Women's Collective[117]—ケニオン大学女性同性愛者グループ
- LinkedIn[118]—LinkedIn
- London Gay Men's Chorus[119][120]
- Lonely Planet[121]—ロンリープラネット
- Marymount Manhattan College [122]
- Microsoft Corporation[123]—マイクロソフト
- New York City Gay Men's Chorus[124]
- NOH8 Campaign[125][126]
- Occidental College[127]—オクシデンタル大学
- Pixar Animation Studios[128]—ピクサー・アニメーション・スタジオ
- Princeton University[129]—プリンストン大学
- Cast of Priscilla Queen of the Desert[130]—ミュージカル『プリシラ』のキャスト
- Razorfish Inc.[131]
- Salt Lake City Public Library[132]—ソルトレイクシティ
- Shady Ladies: Gay Softball World Series Champions 2010[133]—Shady Ladies：Gay Softballのワールドシリーズ2010年チャンピオン
- Members of the Sisters of Perpetual Indulgence[134]—Sisters of Perpetual Indulgenceのメンバー
- Smith College[135]—スミス大学
- Sony Pictures Entertainment[136]—ソニー・ピクチャーズ エンタテインメント
- Telus[137]—テラス (企業)
- The College of William & Mary[138]—ウィリアム・アンド・メアリー大学
- Twin Cities Gay Men's Chorus[139]
- University of Akron[140]
- University of Alabama[141]—アラバマ大学
- University of California, Los Angeles[142]—カリフォルニア大学ロサンゼルス校
- University of Cincinnati[143]—シンシナティ大学
- University of Idaho Gay Straight Alliance[144]—アイダホ大学ゲイ・ストレート・アライアンス
- University of Michigan Law School[145]
- University of San Diego[146]—サンディエゴ大学
- University of Southern California's LGBT and Allied Community[147]—南カリフォルニア大学LGBT・アライド・コミュニティ
- University of Virginia[148]—バージニア大学
- Ursinus College Gay-Straight Alliance[149]
- Wellesley College[150]—ウェルズリー大学
- Western Washington University[151]
- White House staff[152]—ホワイトハウス
- Cast of Wicked[153]—ミュージカルウィキッドのキャスト
- Yahoo![154]—Yahoo!
- Yale University[155]—イェール大学
- Youth Pride Chorus[156]

## 参照
1. ↑  プロジェクトは米国内国歳入法 501(c)(3) の慈善団体として活動している。活動の利益はIt Gets Better Project、 The Trevor Project、Gay, Lesbian and Straight Education Networkの支援に充てられている。「Help make it better today: Donate」
2. ↑  “GT Investigates - In This Issue”.   GayTimes. 2010年11月4日閲覧。
3. ↑  “In suicide's wake, a message to gay teens: Hang on; you are not alone”.   St. Petersburg Times; Tampabay.com (2010年10月2日). 2010年10月16日閲覧。
4. ↑  Parker-Pope, Tara (2010年9月22日). “Showing Gay Teens a Happy Future”. The New York Times
5. ↑  Savage, Dan. “Welcome to the It Gets Better Project”. 2010年10月12日閲覧。
6. 1 2  Hartlaub, Peter (2010年10月8日). “Dan Savage overwhelmed by gay outreach's response”. San Francisco Chronicle 2010年10月9日閲覧。
7. ↑  Tossell, Ivor (2010年10月26日). “Trust the Web: It Gets Better”. en:The Globe and Mail 2010年10月26日閲覧。
8. ↑  Savage, Dan (2010年9月23日). “Give 'Em Hope”. The Stranger
9. 1 2  “President Obama: It Gets Better” (2010年10月21日). 2011年1月28日閲覧。
  - Albanesius, Chloe (2010年10月22日). “Obama, Google Make Anti-Gay Bullying 'It Gets Better' Videos”.   PCMag.com. 2010年10月22日閲覧。
  - Meckler, Laura (2010年10月22日). “Obama Joins “It Gets Better” Campaign.”.   Washington Wire - WSJ. 2010年10月22日閲覧。
10. ↑  Google Premieres Touching “It Gets Better” Themed Ad During Glee http://glaadblog.org/2011/05/04/google-premieres-touching-it-gets-better-themed-ad-during-glee/
11. ↑  Google Chrome: It Gets Better https://www.youtube.com/watch?v=7skPnJOZYdA
12. ↑  Bosman, Julie (2010年10月21日). “After Online Success, an “It Gets Better” Book”. New York Times 2010年10月22日閲覧。
13. ↑  “Kaikki muuttuu paremmaksi - TedX Helsinki (It gets better)” (2010年11月3日). 2010年11月5日閲覧。
14. ↑  Helsingin Sanomat (2010年11月4日). “Foreign Minister Stubb in a Campaign Suppporting Gay Teenagers”. 2010年11月5日閲覧。
15. ↑  “It Gets Better Canada” (2010年11月2日). 2010年11月6日閲覧。
16. ↑  “It Gets Better from the folks at the CBC” (2010年11月15日). 2010年11月19日閲覧。
17. ↑  “Stonewall - It gets better... today. We can make it happen. - High profile support: Video messages”.   Stonewall (2010年11月19日). 2010年12月3日閲覧。
18. ↑  “Stonewall - It gets better... today. We can make it happen. - Your video messages and stories”.   Stonewall (2010年11月19日). 2010年12月3日閲覧。
19. ↑  “Stonewall YouTube Channel”.   YouTube (2010年11月19日). 2010年12月3日閲覧。
20. ↑  “David Cameron MP Prime Minister - It gets better... today”.   YouTube (2010年11月19日). 2010年11月25日閲覧。
21. ↑  “Stonewall - It gets better... today. We can make it happen. - High profile support: Other messages”.   Stonewall (2010年11月19日). 2010年12月3日閲覧。
22. ↑  “The co-op - It Gets Better Today”.   YouTube (2010年11月30日). 2010年12月3日閲覧。
23. ↑  “OUT at Tesco chairman Romain Sauron: It Gets Better”.   YouTube (2010年11月15日). 2010年12月3日閲覧。
24. ↑  “It Gets Better Europe”.   YouTube (2010年12月4日). 2010年12月12日閲覧。
25. ↑  “Glee's Max Adler: It Gets Better”.   YouTube (2010年11月16日). 2010年12月12日閲覧。
26. 1 2 3 4 5  “The Trevor Project - It Gets Better!”.   YouTube. 2010年10月8日閲覧。
27. ↑  “OPM Director John Berry - It Gets Better”.   YouTube (2010年11月23日). 2010年11月25日閲覧。
28. ↑  “Vice President Biden: It Gets Better” (2010年11月17日). 2010年11月18日閲覧。
29. ↑  “Justin Bieber, It Gets Better” (2011年1月12日). 2011年1月28日閲覧。
30. ↑  “It Gets Better, says Kate Bornstein” (2010年10月1日). 2011年1月28日閲覧。
31. ↑  “It Gets Better: with Jeffery Self and Guy Branum” (2010年10月1日). 2011年1月28日閲覧。
32. ↑  “Senator Sherrod Brown: It Gets Better”.   YouTube (2010年12月1日). 2010年12月12日閲覧。
33. ↑  “It Gets Better - Please Watch” (2010年10月10日). 2011年1月28日閲覧。
34. ↑  Siddique, Haroon (2010年10月14日). “Joel Burns tells gay teenagers of Fort Worth: 'Stick around, it gets better'”.   Guardian. 2010年10月17日閲覧。
35. ↑  “It Gets Better”.   YouTube (2010年10月18日). 2011年1月6日閲覧。
36. ↑  Bell, Melissa (2010年10月19日). “Hillary Clinton: 'It will get better' (VIDEO)”. Washington Post 2010年10月19日閲覧。
37. ↑  “It Gets Better: Andy Cohen” (2010年10月1日). 2011年1月28日閲覧。
38. ↑  “Chris Colfer for The Trevor Project - It Gets Better”.   YouTube (2009年11月9日). 2011年1月28日閲覧。
39. ↑  “danecook's webcam video October 04, 2010, 06:00 PM”.   YouTube (2010年10月4日). 2010年10月8日閲覧。
40. ↑  “#EndHate - IT GETS BETTER!!” (2010年10月3日). 2011年1月28日閲覧。
41. ↑  “It Gets Better w/Adrianne Curry”. 2011年1月28日閲覧。
42. ↑  “An Important Message - From Ellen DeGeneres (Gay Suicide)”.   YouTube (2010年9月30日). 2010年10月8日閲覧。
43. ↑  “Jason Derulo: "It Gets Better"”.   YouTube. 2010年10月8日閲覧。
44. ↑  “it gets better-----a music video by rebecca drysdale”.   YouTube. 2011年1月9日閲覧。
45. ↑  “Hal Duncan: "It Gets Better: Hal Duncan, Glasgow, Scotland"”.   YouTube. 2010年11月20日閲覧。
46. ↑  “Gloria Estefan: "It Gets Better"”.   YouTube. 2010年10月21日閲覧。
47. ↑  “Eve: "It Gets Better!"” (2010年10月2日). 2011年1月28日閲覧。
48. ↑  “IT GETS BETTER: "Modern Family" Stars Jesse Tyler Ferguson & Eric Stonestreet” (2010年10月9日). 2011年1月28日閲覧。
49. ↑  “We Will Make It Better”.   YouTube (2010年11月9日). 2010年12月12日閲覧。
50. ↑  https://www.youtube.com/watch?v=d_mh_1hQnAU&feature=mfu_in_order&list=UL
51. ↑  “It Gets Better”.   YouTube (2010年10月5日). 2010年10月8日閲覧。
52. ↑  “It Gets Better -- A Message from University of Pennsylvania President Amy Gutmann”.   YouTube (2010年11月10日). 2011年1月10日閲覧。
53. ↑  “Todrick Hall "It Gets Better" Now Available on iTunes!!!”. 2011年1月28日閲覧。
54. ↑  “Senator Don Harmon”.   YouTube (2010年11月18日). 2010年12月12日閲覧。
55. ↑  “Neil Patrick Harris' Message to Gay Youth”.   YouTube. 2010年10月8日閲覧。
56. ↑  “It gets better - a message for gay youth”.   YouTube (2010年9月29日). 2010年10月8日閲覧。
57. ↑  “It Gets Better: Hewitt, Pratt, Burke and more”.   It Gets Better Project. 2010年10月27日閲覧。
58. ↑  Perez Hilton (2010年9月21日). “It Gets Better”.   YouTube. 2011年1月28日閲覧。
59. ↑  “It Gets Better”.   YouTube (2010年9月23日). 2010年10月8日閲覧。
60. ↑  “Janet Jackson PSA for The Trevor Project - It Gets Better”.   YouTube (2010年12月1日). 2010年12月1日閲覧。
61. ↑  “CNN: Janet Jackson opens up about Michael/Trevor Project”. en:Larry King Live.   YouTube (2010年11月4日). 2010年11月9日閲覧。[リンク切れ]
62. ↑  “Valerie Jarrett speaks at the 2010 HRC Dinner - part 1 of 2”.  en:Metro Weekly via YouTube (2010年10月9日). 2011年1月28日閲覧。
  - “Valerie Jarrett speaks at the 2010 HRC Dinner - part 2 of 2”.  en:Metro Weekly via YouTube (2010年10月9日). 2011年1月28日閲覧。
63. ↑  Valerie Jarrett via Brian Bond (October 09, 2010 at 08:55 PM EDT). “It Gets Better”.  en:Whitehouse.gov. 2011年1月28日閲覧。
64. ↑  “It Gets Better. It Really Does!”.   YouTube. 2010年12月11日閲覧。
65. ↑  “Jewel - It Gets Better project”.   YouTube. 2010年10月8日閲覧。
66. ↑  “It Gets Better: Ke$ha”.   YouTube. 2010年10月8日閲覧。
67. ↑  La La Vazquez and Ciara (2010年9月28日). “Lala & Ciara "It Gets Better"”.   YouTube. 2011年1月28日閲覧。
68. ↑  “Adam Lambert: "It Gets Better"”.   YouTube (2009年8月4日). 2010年10月21日閲覧。
69. ↑  “It Gets Better - Senator Nicole LeFavour Boise, Idaho”.   YouTube (2010年11月20日). 2010年12月1日閲覧。
70. ↑  “IT GETS BETTER!” (2010年9月23日). 2011年1月28日閲覧。
71. ↑  “It gets better - @JOELMADDEN” (2010年10月1日). 2011年1月28日閲覧。
72. ↑  “It Gets Better - Jay Manuel message to teens” (2010年9月30日). 2011年1月28日閲覧。
73. ↑  “AJ Mclean "IT GETS BETTER"” (2010年10月2日). 2011年1月28日閲覧。
74. ↑  “It Gets Better - A Kyle Dean Massey Vlog” (2010年10月8日). 2011年1月28日閲覧。
75. ↑  “RMR: Rick's Rant - Bullying - It Gets Better” (2010年10月2日). 2011年1月28日閲覧。
76. ↑  “Senator Merkley: It Gets Better” (2010年11月19日). 2011年1月28日閲覧。
77. ↑  “It Gets Better - Stephanie Miller”.   YouTube. 2010年10月11日閲覧。
78. ↑  “Nicki Minaj's It Gets Better post by MTV” (2011年1月16日). 2011年1月28日閲覧。
79. ↑  “It Gets Better”.   YouTube (2010年11月4日). 2010年11月7日閲覧。
80. ↑  “It Gets Better” (2010年10月5日). 2011年1月28日閲覧。
81. ↑  “Speaker Pelosi: It Gets Better” (2010年10月22日). 2011年1月28日閲覧。
82. ↑  “Speaker Pérez: It Absolutely Gets Better”.   YouTube (2010年11月23日). 2010年11月25日閲覧。
83. ↑  Katy Perry's video dedicated to the 'It Gets Better Project'(October 28, 2010)“Katy Perry - Firework” (2010年10月28日). 2011年1月28日閲覧。
84. ↑  “It Gets Better - Patricia Racette and Beth Clayton”.   YouTube (2010年10月25日). 2011年1月28日閲覧。
85. ↑  “it gets better - zachary quinto”.   YouTube. 2010年10月8日閲覧。
86. ↑  “IT GETS BETTER: Gene Robinson, Bishop of New Hampshire”.   YouTube. 2010年10月14日閲覧。
87. ↑  “Message to GLBT Students: It Gets Better”.   YouTube (2010年11月19日). 2010年12月12日閲覧。
88. ↑  “It Gets Better: Dan and Terry”.   YouTube (2010年9月21日). 2010年10月8日閲覧。
89. ↑  “It Gets Better Palm Springs High School i911”.   YouTube (2010年11月1日). 2011年1月10日閲覧。
90. ↑  “It Gets Better - Jake Shears”.   YouTube. 2010年10月8日閲覧。
91. ↑  “Kiss It Better - Song for the "It Gets Better Project"”.   YouTube. 2011年1月28日閲覧。
92. ↑  “Rob Thomas: "It Gets Better"”.   YouTube (2010年10月13日). 2010年10月14日閲覧。
93. ↑  “it gets better michael urie” (2010年9月30日). 2011年1月28日閲覧。
94. ↑  “USDA Secretary Tom Vilsack's message for the It Gets Better Project”.   YouTube (2010年11月24日). 2010年11月25日閲覧。
95. ↑  “"It Gets Better" - American Institute of Bisexuality”.  en:American Institute of Bisexuality (2010年12月9日). 2010年12月12日閲覧。
96. ↑  “It Gets Better: "brothers & sisters" cast and crew”.   YouTube (2010年11月16日). 2010年12月12日閲覧。
97. ↑  “Adobe Systems Employees - It Gets Better”.   YouTube (2010年12月21日). 2011年1月10日閲覧。
98. ↑  “It Gets Better - Chicago Gay Men's Chorus”.   YouTube (2010年10月14日). 2010年12月12日閲覧。
99. ↑  “Broadway Cast of CHICAGO - It Gets Better” (2010年10月7日). 2011年1月10日閲覧。
100. ↑  “It Gets Better: Children's Hospital Boston” (2010年12月31日). 2011年1月10日閲覧。
101. ↑  “Cisco Employees: It Gets Better”.   YouTube (2010年12月21日). 2011年1月10日閲覧。
102. ↑  “It Gets Better: Cornell University Gay Straight Alliance in Ithaca, NY”.   YouTube (2010年10月27日). 2011年1月10日閲覧。
103. ↑  “It Gets Better: DNC Staff”.   YouTube (2010年10月26日). 2011年1月10日閲覧。
104. ↑  “It Gets Better: Electronic Arts”.   YouTube (2010年12月17日). 2011年1月10日閲覧。
105. ↑  “Emerson College: It Gets Better”.   YouTube (2010年10月3日). 2011年1月10日閲覧。
106. ↑  “It Gets Better: Etsy Employees”.   YouTube (2010年12月21日). 2011年1月10日閲覧。
107. ↑  “It Gets Better: Facebook Employees”.   YouTube (2010年10月26日). 2011年1月10日閲覧。
108. ↑  “It Gets Better: Gap Inc. Employees”.   YouTube (2010年11月3日). 2011年1月10日閲覧。
109. ↑  “It Gets Better: Gay Men's Chorus of Los Angeles "True Colors"”.   YouTube (2010年10月24日). 2010年12月12日閲覧。
110. ↑  Albanesius, Chloe (2010年10月22日). “Obama, Google Make Anti-Gay Bullying 'It Gets Better' Videos”.   PCMag.com. 2011年1月28日閲覧。
111. ↑  “It Gets Better: Google Employees”.   YouTube (2010年10月19日). 2011年1月10日閲覧。
112. ↑  “It Gets Better - Heidelberg University”.   YouTube (2010年10月20日). 2011年1月10日閲覧。
113. ↑  “Ashley Tisdale and Hellcats Cats Make Video for Gay Youth”.   YouTube (2010年10月4日). 2011年1月28日閲覧。
114. ↑  “Human Rights Campaign Staff: It Gets Better”.   YouTube (2010年11月9日). 2011年1月10日閲覧。
115. ↑  “It Gets Better- Ithaca College”.   YouTube (2010年10月12日). 2011年1月10日閲覧。
116. ↑  “It Gets Better - Jersey Boys National Tour”.   YouTube (2010年10月14日). 2011年1月10日閲覧。
117. ↑  “It Gets Better - Kenyon College's Queer Women's Collective”.   YouTube (2010年11月29日). 2011年1月10日閲覧。
118. ↑  “It Gets Better: LinkedIn Employees”.   YouTube (2010年10月28日). 2011年1月10日閲覧。
119. ↑  “London Gay Men's Chorus - 'It Gets Better' Episode 1”.   YouTube (2010年11月20日). 2010年12月12日閲覧。
120. ↑  “London Gay Men's Chorus - 'It Gets Better' Episode 2”.   YouTube (2010年11月25日). 2010年12月12日閲覧。
121. ↑  “It Gets Better - Lonely Planet”.   YouTube (2010年12月14日). 2011年1月10日閲覧。
122. ↑  “Marymount Manhattan College: It Gets Better”.   YouTube (2010年10月21日). 2011年1月28日閲覧。
123. ↑  “Microsoft GLEAM - It Gets Better”.   YouTube (2011年1月6日). 2011年1月10日閲覧。
124. ↑  “It Gets Better - NYC Gay Men's Chorus”.   YouTube (2010年10月7日). 2010年12月12日閲覧。
125. ↑  “NOH8 Campaign speaks out to say, "It Gets Better"”.   YouTube (2010年11月10日). 2011年1月10日閲覧。
126. ↑  “An Anti-Bullying Message From the NOH8 Campaign”.   YouTube (2010年11月10日). 2011年1月10日閲覧。
127. ↑  “It Gets Better - Occidental College”.   YouTube (2010年11月1日). 2011年1月10日閲覧。
128. ↑  “"It Gets Better" — Love, Pixar” (2010年11月22日). 2011年1月28日閲覧。
129. ↑  “It Gets Better - Princeton University”.   YouTube (2010年11月16日). 2011年1月10日閲覧。
130. ↑  “Priscilla Queen of the Desert the Musical: It Gets Better”.   YouTube (2010年10月29日). 2011年1月28日閲覧。
131. ↑  “It Gets Better : Razorfish New York & Philadelphia Office”.   YouTube (2010年10月28日). 2011年1月10日閲覧。
132. ↑  “It Gets Better: The Salt Lake City Public Library”.   YouTube (2010年11月10日). 2011年1月10日閲覧。
133. ↑  “"It Gets Better" Gay World Series Champions”.   YouTube (2010年12月11日). 2011年1月10日閲覧。
134. ↑  “It Gets Better - A Message From The Sisters” (2010年10月16日). 2011年1月28日閲覧。
135. ↑  “It Gets Better-Smith College Style”.   YouTube (2010年10月30日). 2011年1月10日閲覧。
136. ↑  “It Gets Better-Sony Pictures Entertainment Employees”.   YouTube (2011年1月13日). 2011年1月14日閲覧。
137. ↑  “TELUS It Gets Better”.   YouTube (2010年12月14日). 2011年1月10日閲覧。
138. ↑  “It Gets Better Project @ W&M”.   YouTube (2010年11月2日). 2011年1月10日閲覧。
139. ↑  “It Gets Better - Twin Cities Gay Men's Chorus”.   YouTube (2010年10月26日). 2010年12月12日閲覧。
140. ↑  “It Gets Better: University of Akron - LGBTU - Akron, Ohio”.   YouTube (2010年10月19日). 2011年1月10日閲覧。
141. ↑  “It Gets Better: University of Alabama”.   YouTube (2010年10月27日). 2011年1月10日閲覧。
142. ↑  “UCLA - It Gets Better”.   YouTube (2011年1月19日). 2011年1月21日閲覧。
143. ↑  “UC's It Gets Better Project: We're Glad We Survived”.   YouTube (2010年10月18日). 2011年1月10日閲覧。
144. ↑  “It Gets Better: The Gay Straight Alliance at the University”.   YouTube (2010年10月15日). 2011年1月10日閲覧。
145. ↑  “It Gets Better - Michigan Law”.   YouTube (2010年11月3日). 2011年1月10日閲覧。
146. ↑  “USD PRIDE: It Gets Better”.   YouTube (2010年10月6日). 2011年1月10日閲覧。
147. ↑  “It Gets Better - USC”.   YouTube (2010年11月29日). 2010年12月12日閲覧。
148. ↑  “UVA- It Gets Better Project”.   YouTube (2010年10月12日). 2011年1月10日閲覧。
149. ↑  “It Gets Better-- The Gay-Straight Alliance at Ursinus College”.   YouTube (2010年10月14日). 2011年1月10日閲覧。
150. ↑  “It Gets Better: Wellesley College”.   YouTube (2010年10月20日). 2011年1月10日閲覧。
151. ↑  “WWU: It Gets Better”.   YouTube (2010年12月9日). 2011年1月10日閲覧。
152. ↑  “White House Staff: It Gets Better”.   YouTube (2010年12月20日). 2011年1月10日閲覧。
153. ↑  “It Gets Better: Wicked Cast Members” (2010年10月1日). 2011年1月28日閲覧。
154. ↑  “Yahoo! Pride It Gets Better”.   YouTube (2011年1月11日). 2011年1月14日閲覧。
155. ↑  “It Gets Better - Yale School of Drama/Yale Repertory Theatre”.   YouTube (2010年11月4日). 2011年1月10日閲覧。
156. ↑  “It Gets Better - Youth Pride Chorus” (2010年10月6日). 2011年1月28日閲覧。